# Židovský hřbitov v Mutěníně

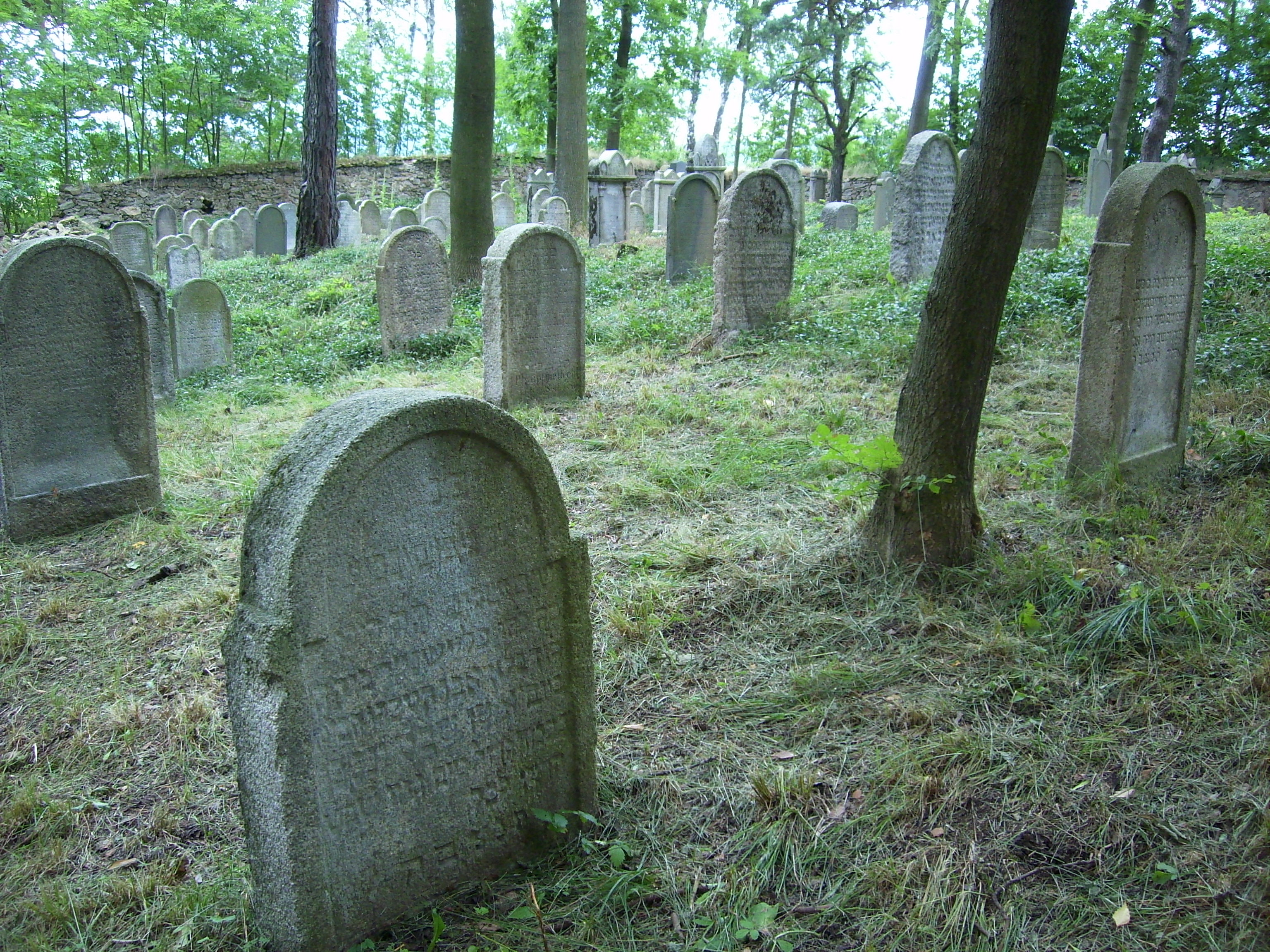
Židovský hřbitov v Mutěnín

Židovský hřbitov v Mutěníně se nachází jihovýchodně od obce Mutěnín na Domažlicku na kraji remízku mezi poli. Byl založen roku 1642 na severním okraji malého lesíka v místě, kterému se dříve říkalo Ovčí kopec (německy Schafberg), což je dnes asi 800 m od jižního okraje obce.
Židovský hřbitov, jenž má rozlohu 1151 m2, patřil od roku 1853 obci Muttersdorf - Mutěnín. Za okupace byl zdevastován nacisty. Dnes je obehnán kamennou zdí a „citlivě zrekonstruován“. Zachovalo se zde 162 náhrobků nebo jejich fragmentů, jež jsou všechny orientovány na východ. Nejstarší čitelné náhrobky pocházejí z poloviny 18. století. Epitafy jsou psány hebrejsky, menší část též německy.
Na hřbitově, který dnes patří do majetku české Federace židovských obcí, jsou pochováni židovští občané z obce a okolí.
V Mutěníně bývala kdysi i synagoga. První byla stržena roku 1860, její nástupkyně, přestavěná v roce 1923, padla za oběť nacistické devastaci.
Zdejší židovská komunita přestala existovat v roce 1938.